# Cadillac Serie 70
La Serie 70 è una serie di autovetture prodotta dalla Cadillac dal 1936 al 1987. Dal 1958 al 1964 mutò denominazione in Serie 6700.

## Il contesto
Di questa serie fecero parte due modelli principali, la 70 e la 75. Entrambi erano delle Vetture Full-Size di lusso che montavano dei motori V8. La serie sostituì, al top della gamma Cadillac, la 355E. La 72 e la 67 erano simili alla 75, ma erano, rispettivamente, prodotte su un telaio più corto e più lungo. La 72 venne prodotta solo nel 1940, mentre la 67 unicamente nel 1941 e nel 1942.
La 70, a passo più corto, venne commercializzata fino al 1938, ma apparve brevemente come Serie 70 Eldorado Brougham dal 1957 al 1958, mentre la 75, che possedeva un passo più lungo, fu tolta dal mercato nel 1987. Delle prime tre generazioni, dell'ottava, nona e decima serie esisteva anche la versione commerciale, che aveva dimensioni maggiori.

## La prima serie: 1936–1937
La 70 e la 75 del 1936 possedevano entrambe un parabrezza in due parti ed una griglia del radiatore più stretta, che venne adottata in ossequio al nuovo stile a V convessa. I fanali anteriori, contenenti le luci di parcheggio, erano montati sulla griglia del radiatore. I parfanghi anteriori presentavano una piega lungo la linea centrale. Il sistema di ventilazione aspirava aria da delle prese installate anteriormente. Le versioni coupé e cabriolet possedevano il posto della suocera, oltre che un alloggiamento separato per la ruota di scorta all'estremità posteriore del vano bagagli. Tutte le versioni avevano installato la Turret Top della Fisher, ed erano carrozzate da Fleetwood.
La 70 e la 75 erano mosse da un motore V8 Cadillac da 5,7 L. La potenza erogata era 135 CV, e grazie anche alla linea del corpo vettura, i modelli ebbero un successo immediato. Comunque, il prezzo elevato (minimo 2.445 dollari) e la crisi economica di quegli anni, conosciuta come grande depressione, limitò l'interesse della potenziale clientela verso i modelli. Nel 1936 vennero venduti solamente 5.248 esemplari.
Nel 1937 i corpi vettura erano gli stessi tranne che per i gocciolatoi (che partivano da sotto il montante anteriore, e passavano sopra le portiere ed il finestrino fisso posteriore), per i nuovi paraurti e parafanghi, per i fanali anteriori e per i dischi della ruote che incorporavano i coprimozzi. Inoltre, in molte varianti di carrozzeria venne montato un bagagliaio integrato. Vennero utilizzate strisce decorative cromate nella parte posteriore dei pannelli laterali del cofano motore. Venne anche offerta una versione berlina carrozzata dalla Fisher che poteva ospitare sette passeggeri ed era priva, nell'abitacolo, del separatore tra passeggeri anteriori e passeggeri posteriori. Erano anche disponibili una versione da otto passeggeri ed una linea di vetture per aziende.
Per quanto riguarda le caratteristiche tecniche, il 1937 vide un volano più leggero, un generatore spostato tra le due bancate del motore, il filtro dell'olio, un nuovo carburatore a gestione completamente automatica, un filtro aria a bagno d'olio ed un distributore di tensione spostato. Il nuovo cambio prevedeva sincronizzatori ad ago, tiranti spostati su un lato della scatola del cambio ed un coperchio sotto la scatola stessa. Le vendite totali assommarono a 4.332 esemplari.
Questa generazione dei modelli venne assemblata a Detroit. I modelli erano montati su due pianali differenti, la 70 sulla piattaforma C, mentre la 75 sulla D. Il motore era anteriore, mentre la trazione era Trazione posteriore.

## La seconda serie: 1938–1940

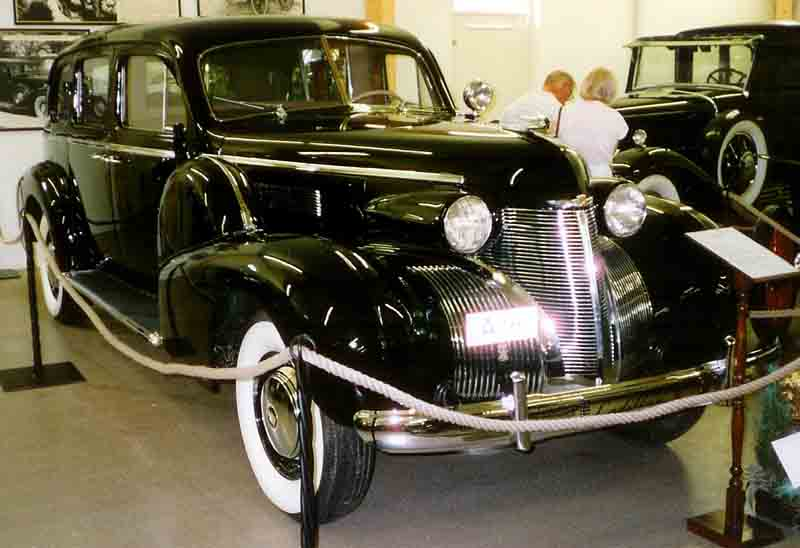
Una Cadillac Serie 75 del 1939

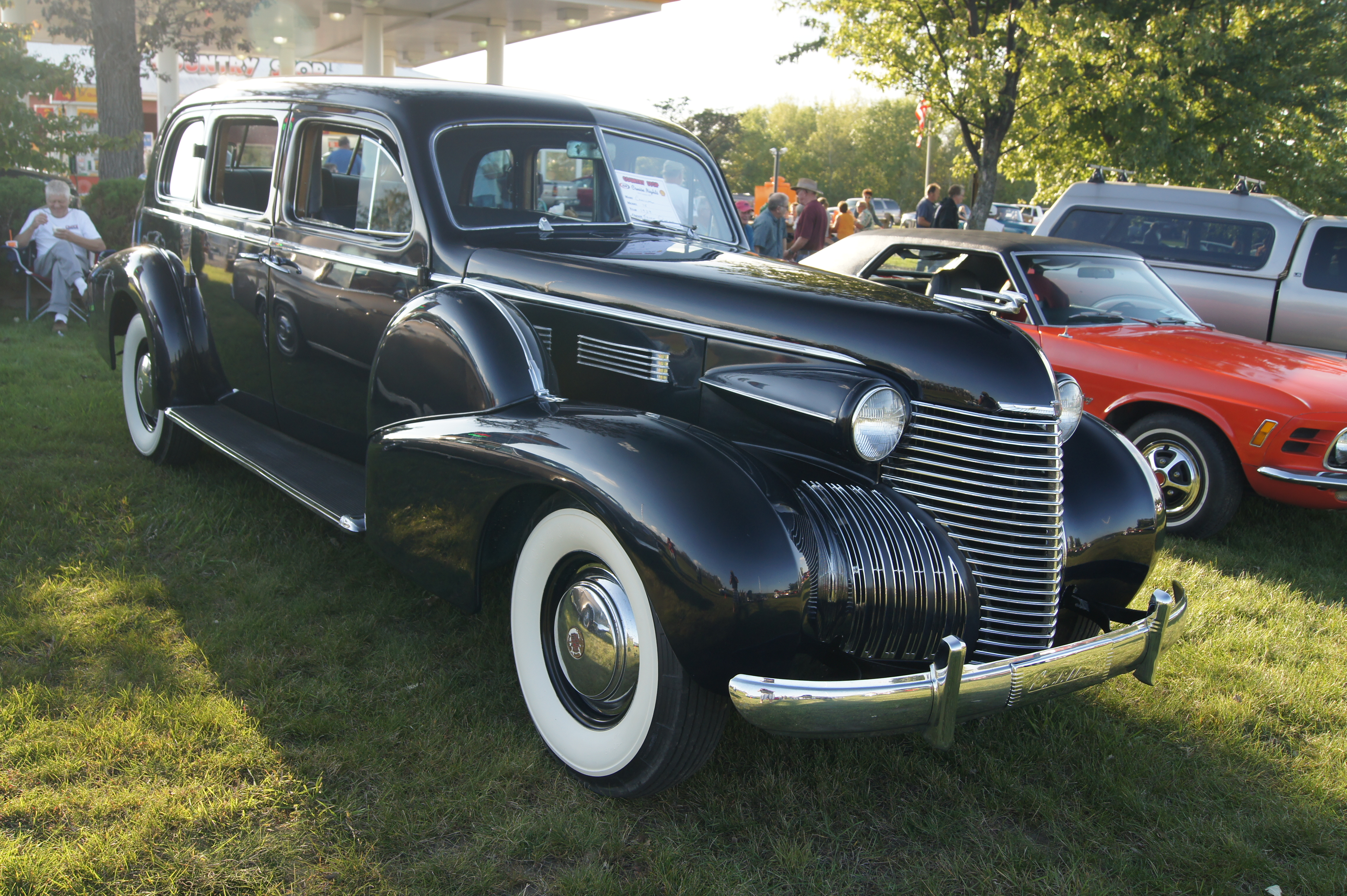
Una Cadillac Serie 75 del 1940

Nel 1938 la 70 e la 75 Special carrozzata da Fisher vennero tolte di listino. Nell'anno citato la 75 fu rivista, e questo restyling si concentrò, tra l'altro, sulla parte posteriore, sulla calandra, sui fanali anteriori e sul corpo vettura. Anche la meccanica fu rivista.
Nel 1938 la 75 berlina era disponibile anche in versione "Imperial" e "Formal Sedan". Tutte le Cadillac di questo biennio montavano un motore V8 da 5,7 L, sebbene quello della 75 erogasse 140 CV di potenza, contro i 135 CV di quelli del resto della gamma Cadillac, grazie al maggiore rapporto di compressione (6,7:1), che era necessario a causa del più alto numero di ottano della benzina impiegata.
Nel 1939 i modelli furono oggetto di una revisione, che coinvolse soprattutto la parte anteriore.
Nel 1940 venne introdotta la controparte più economica della 75, la 72. Entrambi i modelli furono carrozzati dalla Fleetwood, vennero costruiti sul pianale D della General Motors e furono assemblati a Detroit.

## La terza serie: 1941–1949

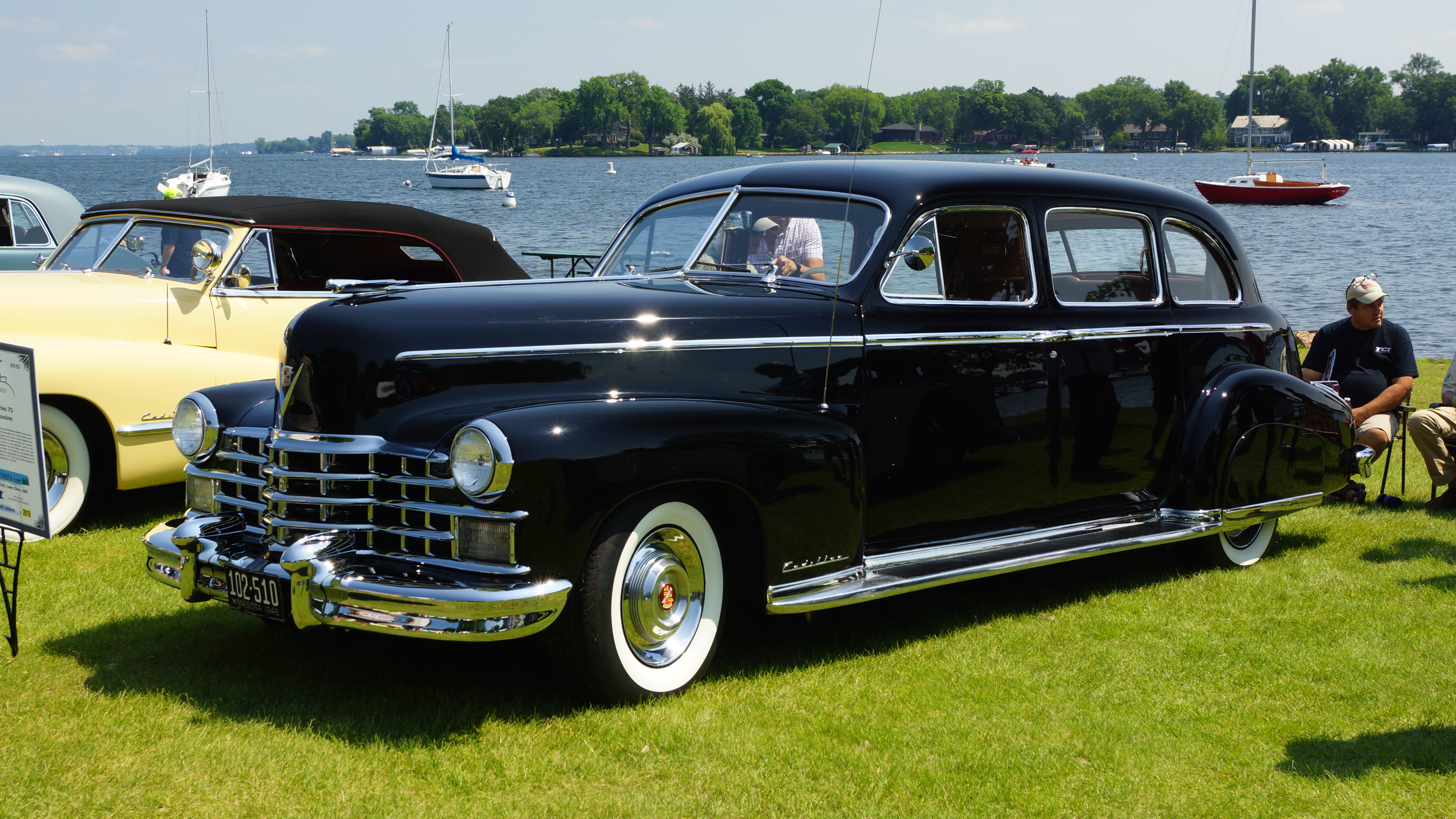
Una Cadillac Serie 75 del 1948

Nel 1941 il passo fu ridotto, ma la potenza del motore da 5,7 L di cilindrata venne aumentata a 150 CV. Per questa generazione del modello venne rivista la parte anteriore. Nel 1942 il modello fu oggetto di un lieve restyling.
La produzione di autovetture si fermò durante la seconda guerra mondiale per permettere alle aziende statunitensi di convertire temporaneamente i propri impianti alla produzione bellica. Dopo il conflitto, la 75 tornò ad essere assemblata, ed ora possedeva un corpo vettura più grande. La linea era pressoché identica a quella prebellica. Il motore fu lo stesso di quelli installati sugli altri modelli Cadillac, cioè il V8 da 5,7 L di cilindrata.
Un modello successivo della 75 è utilizzato nel videogioco Mafia II della 2K Games, dove viene impiegato con lo pseudonimo di Lassiter.
Nel 1949 fu introdotto un nuovo motore V8, e gli interni vennero lievemente rivisti. Il propulsore possedeva una cilindrata di 5,4 L ed erogava una potenza di 160 CV.
Questa generazione del modello era fabbricata sul pianale D della General Motors. Assemblata a Detroit, possedeva motore anteriore e trazione posteriore. I cambi disponibili erano due, uno manuale con tre rapporti sincronizzati, ed il cambio automatico Hydramatic a quattro velocità.
Solamente nel 1941 e nel 1942 venne commercializzata la 67. Questo nuovo modello era più lungo e grande della 75.

## La quarta serie: 1950–1953

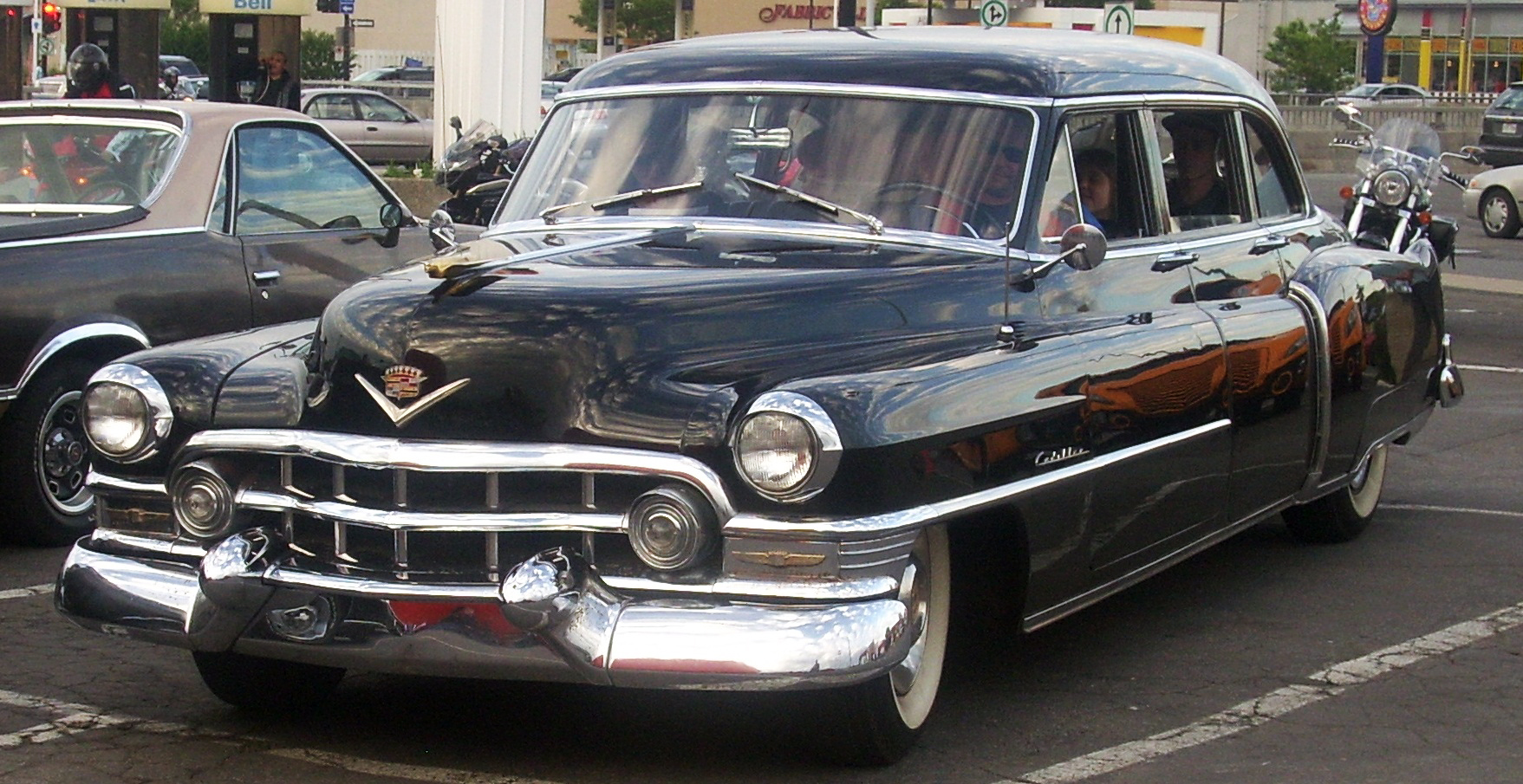
Una Cadillac Serie 75 del 1952

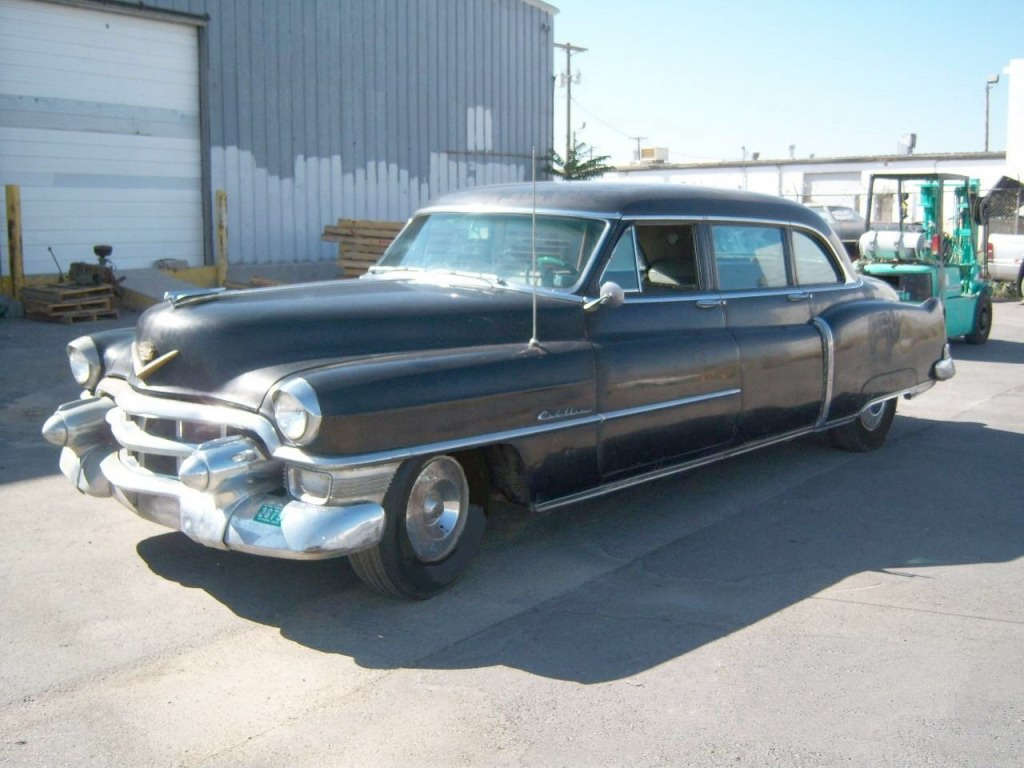
Una Cadillac Serie 75 del 1953

Nel 1950 la 75 venne rinnovata completamente. Ciò comportò la sostituzione completa dei modelli post-bellici e della loro linea. La nuova serie poteva ospitare sette passeggeri per mezzo di strapuntini. Il cambio automatico Hydramatic fu offerto come optional, mentre i vetri lettrici erano disponibili di serie.
Nel 1951 vennero eseguiti dei cambiamenti minori. Erano disponibili dei modelli speciali per uso aziendale.
Nel 1952 la potenza del motore V8 da 5,4 L salì a 190 CV. Nello stesso anno il modello “prese in prestito” i rostri paraurti a forma di proiettile dalla concept car Buick LeSabre. Per celebrare il 50º anniversario della fondazione della Cadillac, furono previsti degli ornamenti e dei loghi commemorativi.
Nel 1953 videro luce degli aggiornamenti minori.
Questa serie del modello era basata sul pianale D della General Motors. Assemblata a Detroit, possedeva motore anteriore e trazione posteriore. I cambi disponibili erano due, uno manuale con tre rapporti sincronizzati, ed il cambio automatico Hydramatic a quattro velocità.

## La quinta serie: 1954–1956

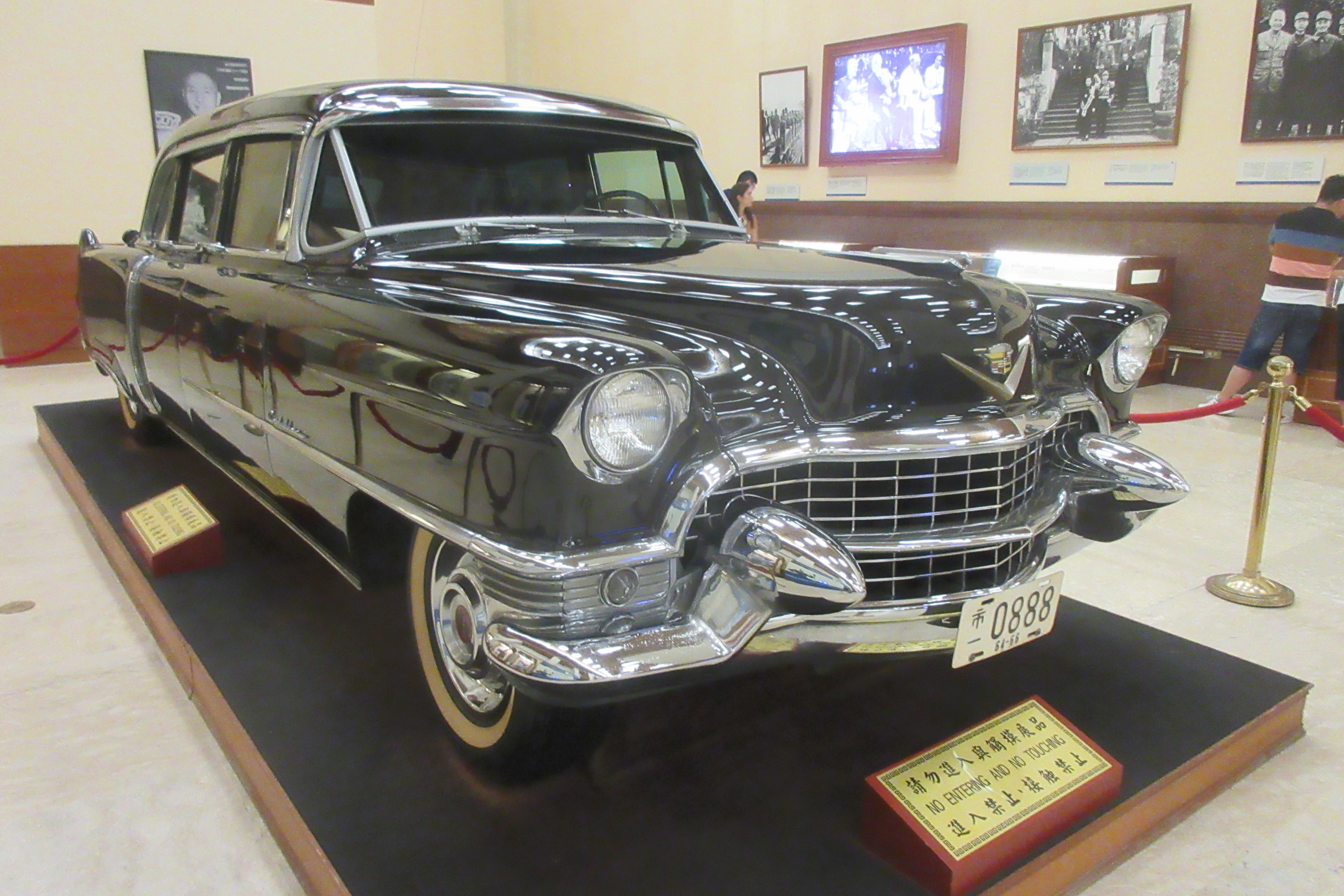
La Cadillac Serie 75 del 1955 appartenuta a Chiang Kai-shek

Nel 1954 il modello venne rivisto, e la potenza del motore V8 da 5,4 L salì a 230 CV. L'anno successivo fu ulteriormente incrementata a 250 CV. Grazie ad un doppio carburatore a quadruplo corpo, essa poteva anche crescere fino a 270 CV. Nell'occasione venne introdotto una versione particolarmente grande e lussuosa che poteva ospitare otto passeggeri e possedeva il divisorio tra i viaggiatori anteriori e posteriori.
Nel 1955 il modello fu oggetto di un leggero restyling, che coinvolse molte parti esterne. Dall'anno citato la trasmissione Hydramatic venne offerta di serie.

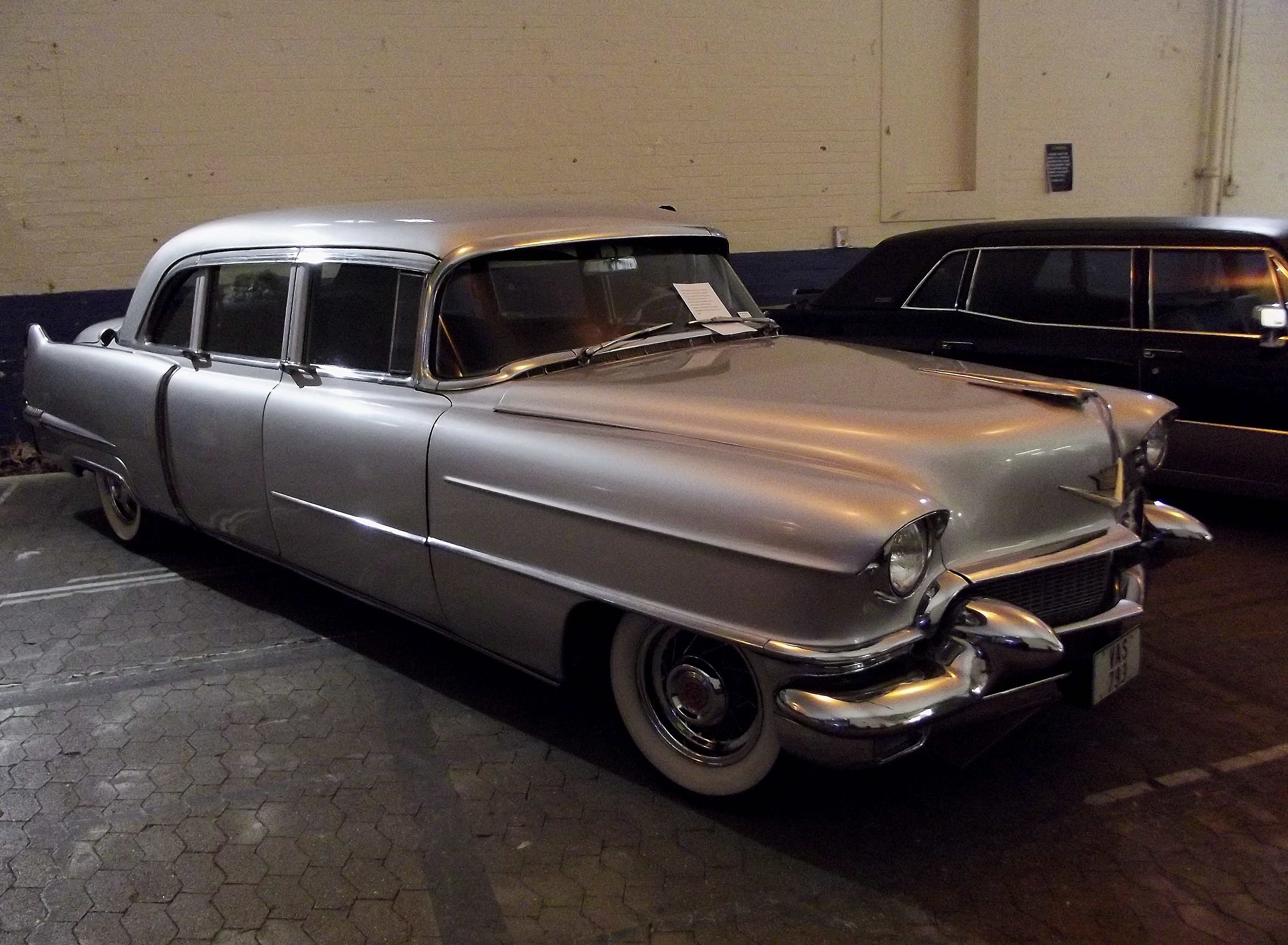
Una Cadillac Serie 75 del 1956

Nel 1956 la cilindrata del motore venne portata a 6 L (mediante allungamento della corsa dei pistoni) per 285 o 305 CV di potenza massima.
Questa serie del modello era basata sul pianale D della General Motors. Assemblata a Detroit, possedeva motore anteriore e trazione posteriore. I cambi disponibili erano due, uno manuale con tre rapporti sincronizzati, ed il cambio automatico Hydramatic a quattro velocità.

## La sesta serie: 1957–1958

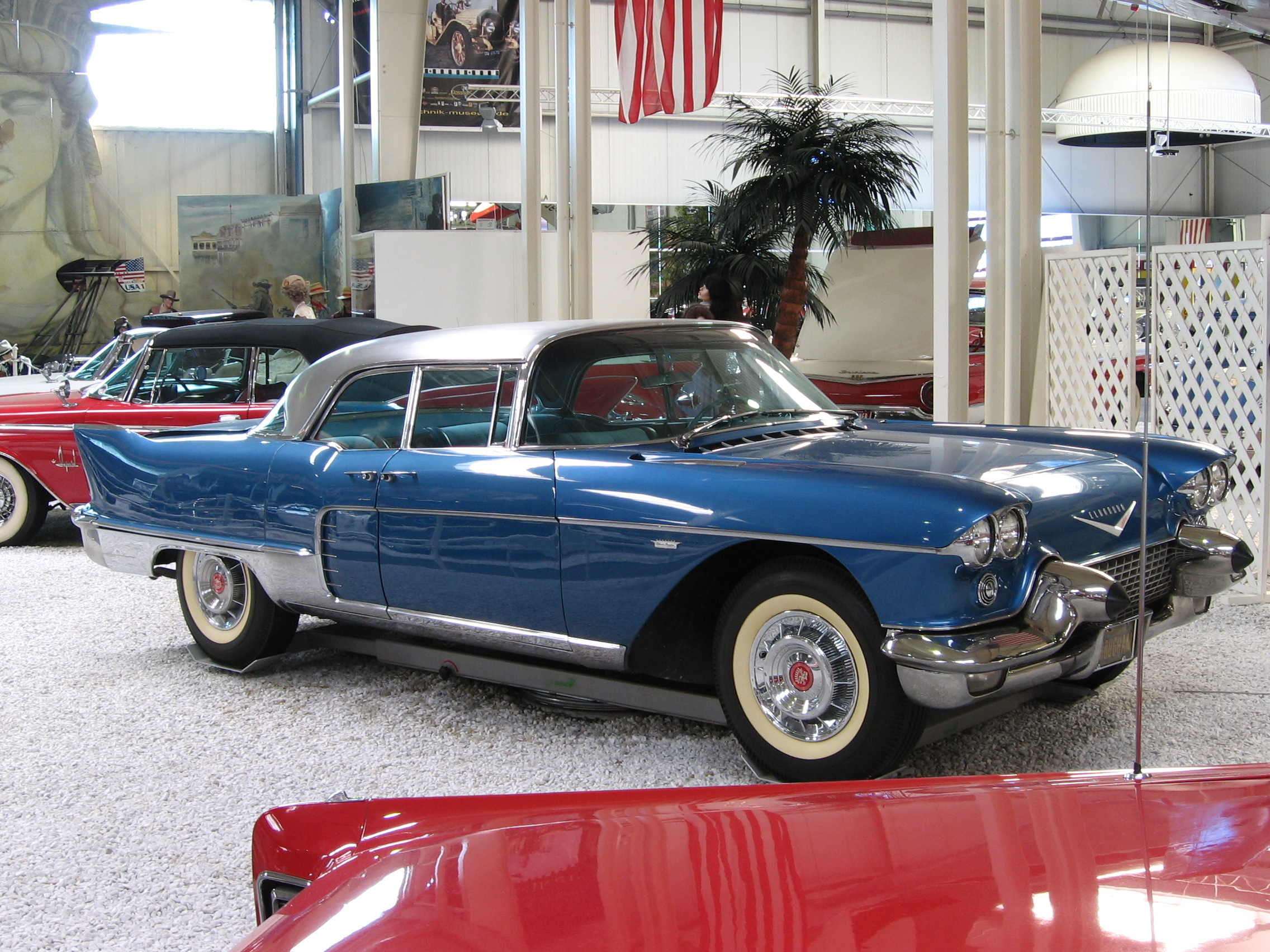
Una Cadillac Serie 70 Eldorado Brougham del 1958

Nel 1957 la potenza del motore da 6 L di cilindrata fu aumentata a 300-325 CV. Nell'anno citato il modello fu oggetto di un restyling, ed ora presentava uno stile più massiccio. Il telaio venne irrobustito, e da ciò conseguì un minore spazio interno. Vennero applicate delle modanature. Dall'anno citato la 75 venne offerta anche in una versione limousine che poteva ospitare nove passeggeri.
Nel 1958 il modello fu oggetto di un restyling.
Solo per il 1957 ed il 1958, venne nuovamente offerta la 70. Era un'esclusiva e lussuosa quattro porte hard-top che venne denominata Eldorado Brougham. Per il 1959 ed il 1960 fu rinominata Serie 6900, ma venne tolta definitivamente dal listino dopo il biennio citato. Annunciata nel dicembre del 1956, fu presentata nel marzo dell'anno successivo. La Serie 70 Eldorado Brougham era costruita a mano e derivava da delle show car prodotte nel 1953 e nel 1954. Possedeva un allestimento interno unico ed era provvista di un ricco equipaggiamento. Costando 13.074 dollari, aveva un prezzo superiore a quello della Rolls-Royce Silver Cloud, e doppio di quello delle Eldorado standard.
Questa serie del modello era basata sul pianale D della General Motors. Assemblata a Detroit, possedeva motore anteriore e trazione posteriore. Il cambio disponibile era solo uno, l'automatico Hydramatic a quattro velocità.

## La settima serie: 1959-1960
Nel 1959 il modello fu oggetto di un profondo restyling che rivoluzionò la linea. Questo nuovo stile fece diventare le Cadillac della fine degli anni cinquanta, le vetture più rappresentative di quegli anni. La versione a passo lungo della 75, venne rinominata Serie 6700, ma in pratica era ancora conosciuta comunemente con la precedente denominazione. La gamma comprendeva ancora la versione berlina a nove posti e la versione limousine con strapuntini. L'equipaggiamento montato di serie comprendeva il servofreno, il servosterzo, il cambio automatico Hydramatic, le luci di retromarcia, il lavacristalli, i tergicristalli a due velocità, il filtro dell'olio. Il servosterzo e gli ammortizzatori vennero migliorati. La cilindrata del motore Cadillac V8 a valvole in testa venne aumentata a 6,4 L.
Nel 1960 il modello fu oggetto di un restyling che toccò l'estetica e gli interni.
Anche questa serie del modello era basata sul pianale D della General Motors. Assemblata a Detroit, possedeva motore anteriore e trazione posteriore. Il cambio disponibile era solo uno, l'automatico Hydramatic a quattro velocità.

## L'ottava serie: 1961-1965
Con il restyling del 1961, lo stile si fece più dimesso. Il parabrezza ora non fu più avvolgente. Anche la meccanica venne rivista.
Nel 1962 il modello venne aggiornato, perlopiù esteticamente. I paraurti furono resi più massicci, ed all'interno di essi vennero installate le luci di parcheggio. Vennero aggiunti all'equipaggiamento di serie l'impianto di riscaldamento e lo sbrinatore.
Nel 1963 vennero operati cambiamenti minori. I due cofani furono rivisti. Era ancora offerta la berlina a passo lungo che poteva ospitare nove passeggeri. L'equipaggiamento rimase lo stesso. Vennero aggiunte delle modanature.
Anche nel 1964 ci furono delle modifiche minori, con l'equipaggiamento che restò immutato. Fu introdotto il Comfort Control, cioè un sistema di climatizzazione, formato dall'impianto di riscaldamento e dall'aria condizionata, che agiva in modo automatico grazie ad un termostato posizionato sul cruscotto. Nell'anno citato venne cambiato il motore; dal propulsore da 6,4 L di cilindrata si passò al nuovo motore da 7 L e 340 CV di potenza. Entrambi erano dei Cadillac V8 a valvole in testa.
Questa serie del modello era basata sul pianale D della General Motors. Assemblata a Detroit, possedeva motore anteriore e trazione posteriore. Il cambio disponibile era solo uno, l'automatico Hydramatic a quattro velocità.

## La nona serie: 1966–1970
Nel 1966 la 75 venne nuovamente rivista, sia per quanto riguardava la linea che per quanto concerneva gli interni. Il nuovo aspetto esteriore faceva assomigliare il modello alle altre vetture della gamma Cadillac. Nell'anno citato fu registrato un incremento delle vendite degli esemplari di produzione standard, ma non di quelli dei veicoli aziendali.
Nel 1967 il modello fu aggiornato, sia esteticamente, che meccanicamente, soprattutto per quanto concerneva il motore.
Per non compromettere il successo del modello, nel 1968 la Cadillac non operò cambiamenti importanti. Nell'anno citato, al motore V8 venne incrementata la cilindrata, che passò da 7 L a 7,7 L. Di conseguenza, la potenza erogata aumentò a 375 CV.
Nel 1969 il modello fu oggetto di un restyling, che lo fece assomigliare all'Eldorado. Un equipaggiamento di lusso continuò a caratterizzate l'allestimento al top della gamma. La dotazione di serie comprendeva ancora il sistema di climatizzazione automatica e lo sbrinatore del lunotto.
Nel 1970 vennero applicati cambiamenti minori.
Anche questa serie del modello era basata sul pianale D della General Motors. Assemblata a Detroit, possedeva motore anteriore e trazione posteriore. Il cambio disponibile era solo uno, l'automatico Hydramatic a quattro velocità.

## La decima serie: 1971–1976
Come tutti i modelli full-size della General Motors, anche la 75 venne rivista nel 1971. Il nuovo corpo vettura portò un incremento così elevato della larghezza dello spazio interno, che questo primato fu poi battuto solo da modelli General Motors degli anni novanta. I cambiamenti della linea e dell'equipaggiamento esterno fu di rilievo. Per quanto riguarda la dotazione di serie, erano ancora previsti di serie il sistema di climatizzazione automatica e lo sbrinatore del lunotto.
Nel 1972 fu applicata una modesta revisione del frontale. Tra l'equipaggiamento standard, era presente il servosterzo e lo specchietto retrovisore regolabile dall'interno. Erano presenti dei sedili ausiliari ripiegabili. Diversi trattamenti per il tettuccio permettevano la personalizzazione della vettura.
Il 1973 vide l'introduzione di nuovi paraurti che assorbivano meglio gli impatti. Ciò comportò alla revisione della linea del modello.
Nel 1974 il modello fu oggetto di un lieve restyling.
Nel 1975 apparvero delle scritte sui parafanghi anteriori, dietro l'apertura delle ruote sulla carrozzeria. Per la versione limousine, vennero previsti gli interni in pelle anche per il compartimento dell'autista.
Nel 1976 venne introdotto il differenziale a scorrimento differenziato ed una nuova batteria. Tra gli optional vennero introdotti l'antifurto ed un sistema che permetteva l'illuminazione dell'abitacolo quando i passeggeri salivano sulla vettura.
Questa serie del modello era basata sul pianale D della General Motors. Assemblata a Detroit, possedeva motore anteriore e trazione posteriore. I cambi disponibile era solo uno, l'automatico Hydramatic a quattro velocità. Al motore venne aumentata la cilindrata da 7,7 L a 8,2 L. Il propulsore rimase comunque un V8 a valvole in testa, e nel 1976 venne introdotta l'iniezione.

## La Fleetwood Limousine: 1977–1984
Nel 1977 la General Motors ridimensionò significativamente le proprie Vetture Full-Size. La nuova Cadillac Fleetwood Limousine possedeva un passo di 3.670 mm ed era mossa da un motore V8 da 7 L di cilindrata. Questo propulsore era in sostanza la versione ad alesaggio corto dei motori da 7,9 L/8.2 L degli anni precedenti. Rispetto alla Cadillac Fleetwood 75 del 1976, che sostituì, la Cadillac Fleetwood Limousine aveva un passo più corto di 7 pollici e pesava 340 kg in meno.
Nel 1980 il motore da 7 L fu ulteriormente rimpicciolito, agendo ancora una volta sull'alesaggio, a 6 L. Nel 1981 fu dotato di un sistema a cilindrata variabile progettato dalla Eaton Corporation. Questi sistemi a cilindrata variabile sono utilizzati prevalentemente su alcuni motori di grossa cilindrata, e permettono di interrompere il funzionamento di una parte dei cilindri quando viene richiesta poca potenza, in modo da limitare i consumi. Quello applicato alla Fleetwood Limousine, era controllato da un computer, e chiudeva le valvole di aspirazione e di scarico di due o quattro cilindri su otto, trasformando in pratica il motore in un V6 o un V4. Questo sistema entrava in funzione in determinate condizioni, come in caso di terza marcia innestata e basso carico, oppure se la velocità era superiore a 56 km/h. Questo motore era definito "V8-6-4". I sensori erano però inclini ad avere problemi di funzionamento. Eccetto per le limousine, il motore venne tolto dal mercato dopo il 1981. Questo sistema era comunque all'avanguardia per l'epoca.
La Fleetwood Limousine era basata sul pianale D della General Motors. Assemblata a Detroit, possedeva due cambi, entrambi automatici a tre rapporti, più precisamente un Turbo-Hydramatic TH-350C ed un TH-400.

## L'undicesima serie: 1985–1987
Il nuovo pianale C della General Motors a trazione anteriore fu introdotto nel 1985. La 75 fece in suo breve ritorno su questa piattaforma. Rispetto alle generazioni precedenti, il modello era più piccolo e leggero.
Per questa ultima serie della 75 venne utilizzato un motore V8 a iniezione elettronica da 4,1 L di cilindrata montato anteriormente. I cambi disponibili erano due, entrambi automatici a quattro rapporti, cioè il TH-440-T4 ed il 4T60. Erano offerti gli specchietti retrovisori elettrici. Erano disponibili di serie i cerchioni in lega di alluminio.
La versione standard poteva trasportare otto passeggeri, anche se più tardi fu offerta una versione per sette passeggeri. Gli interni vennero revisionati nel 1986, con l'abbondante installazione di strumenti elettronici. Le parti in legno di ciliegio sostituirono quelli in noce. Un sistema automatico di chiusura centralizzata preveniva l'apertura delle portiere con il veicolo in marcia. I colori disponibili per la carrozzeria erano otto.
Il modello fu rivisto nel 1987. Vennero introdotti una nuova calandra e delle nuove modanature. Nell'anno citato furono installati dei nuovi supporti motore idro-elastici che isolarono ulteriormente la vettura dalle vibrazioni del gruppo motopropulsore.
Anche quest'ultima serie di 75 venne assemblata a Detroit.